# Cyphostemma juttae
Espèce
Statut de conservation UICN

 LC  : Préoccupation mineure
Cyphostemma juttae, l’Arbre à raisins, est une espèce de plantes à fleurs de la famille des Vitaceae. Elle est largement appréciée en tant que plante ornementale.

## Répartition et habitat
Cyphostemma juttae est originaire de Namibie. Elle prospère en région aride à précipitations estivales et est, de ce fait, adaptée à des conditions de sécheresse et de chaleur, ce qui en fait une plante bien adaptée à ces environnements.

## Description
Cyphostemma juttae se caractérise par sa croissance lente et ses feuilles brillantes et larges de 10 à 15 cm de long. Elle peut atteindre une hauteur d'environ deux mètres de haut. La plante est caduque, perdant ses feuilles pendant les périodes plus sèches. Les fleurs sont de couleurs jaunes, en forme cylindrique de 5 à 10 mm de diamètre. Les fruits sont de couleur rouge.

## Utilisation
En raison de son attrait esthétique, cette plante est cultivée comme ornementale dans les jardins, les serres et les collections de plantes. Son apparence unique et sa croissance lente en font un choix intéressant, populaire pour les amateurs de plantes succulentes.

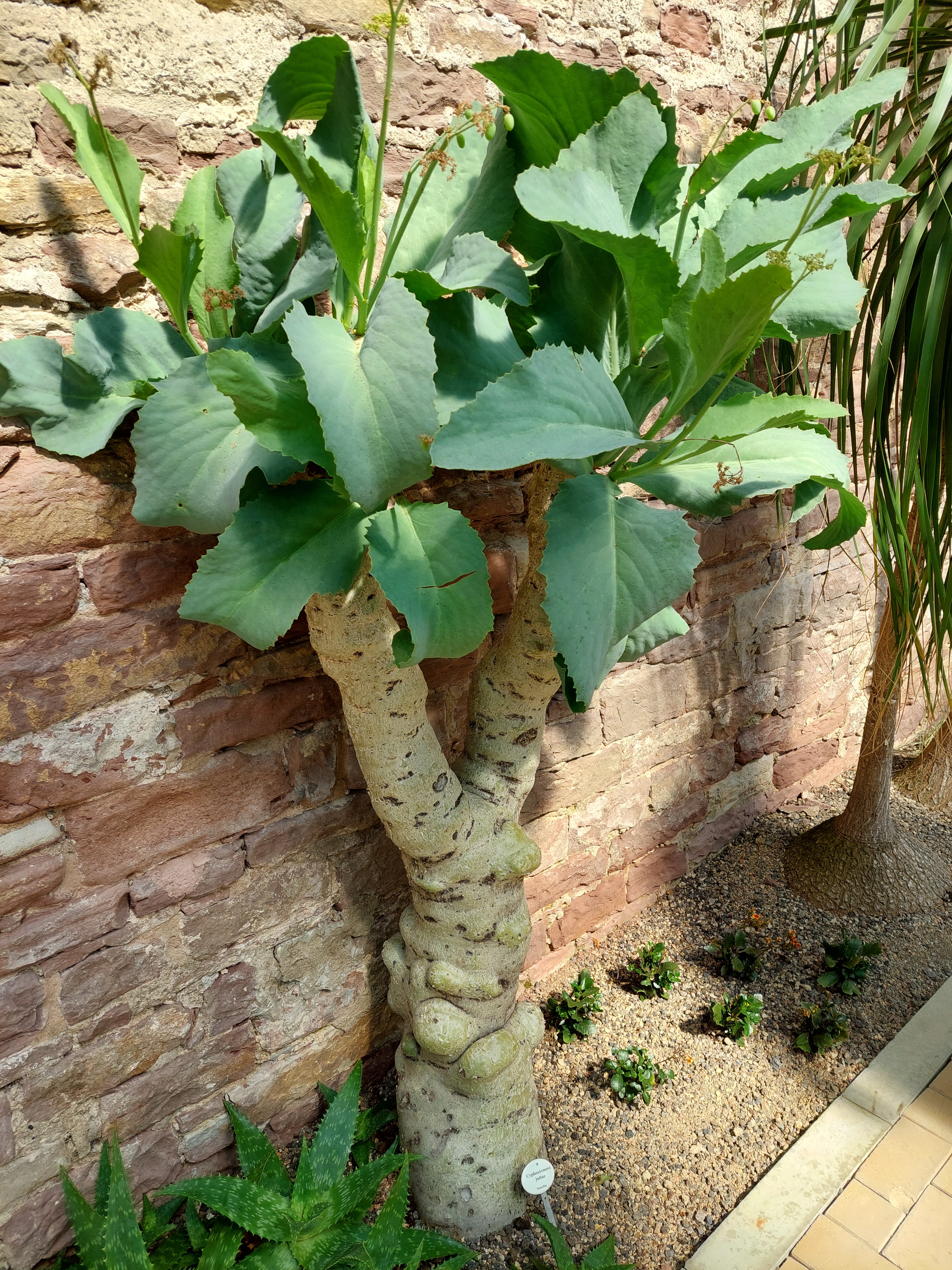
Cyphostemma juttae au jardin botanique de Karlsruhe.

## Systématique
Le nom correct complet (avec auteur) de ce taxon est Cyphostemma juttae (Dinter & Gilg) Desc..
L'espèce a été initialement classée dans le genre Cissus sous le basionyme Cissus juttae Dinter & Gilg ex Gilg & Brandt.
Ce taxon porte en français le nom vernaculaire ou normalisé suivant : raisin sauvage, vigne de Namibie et raisin arbre[réf. nécessaire].
Cyphostemma juttae a pour synonyme :
- Cissus juttae Dinter & Gilg ex Gilg & Brandt